# Spiranthes brevilabris
Spiranthes brevilabris är en orkidéart som beskrevs av John Lindley. Spiranthes brevilabris ingår i släktet skruvaxsläktet, och familjen orkidéer.

## Underarter
Arten delas in i följande underarter:
- S. b. brevilabris
- S. b. floridana